# Waterville, Irland

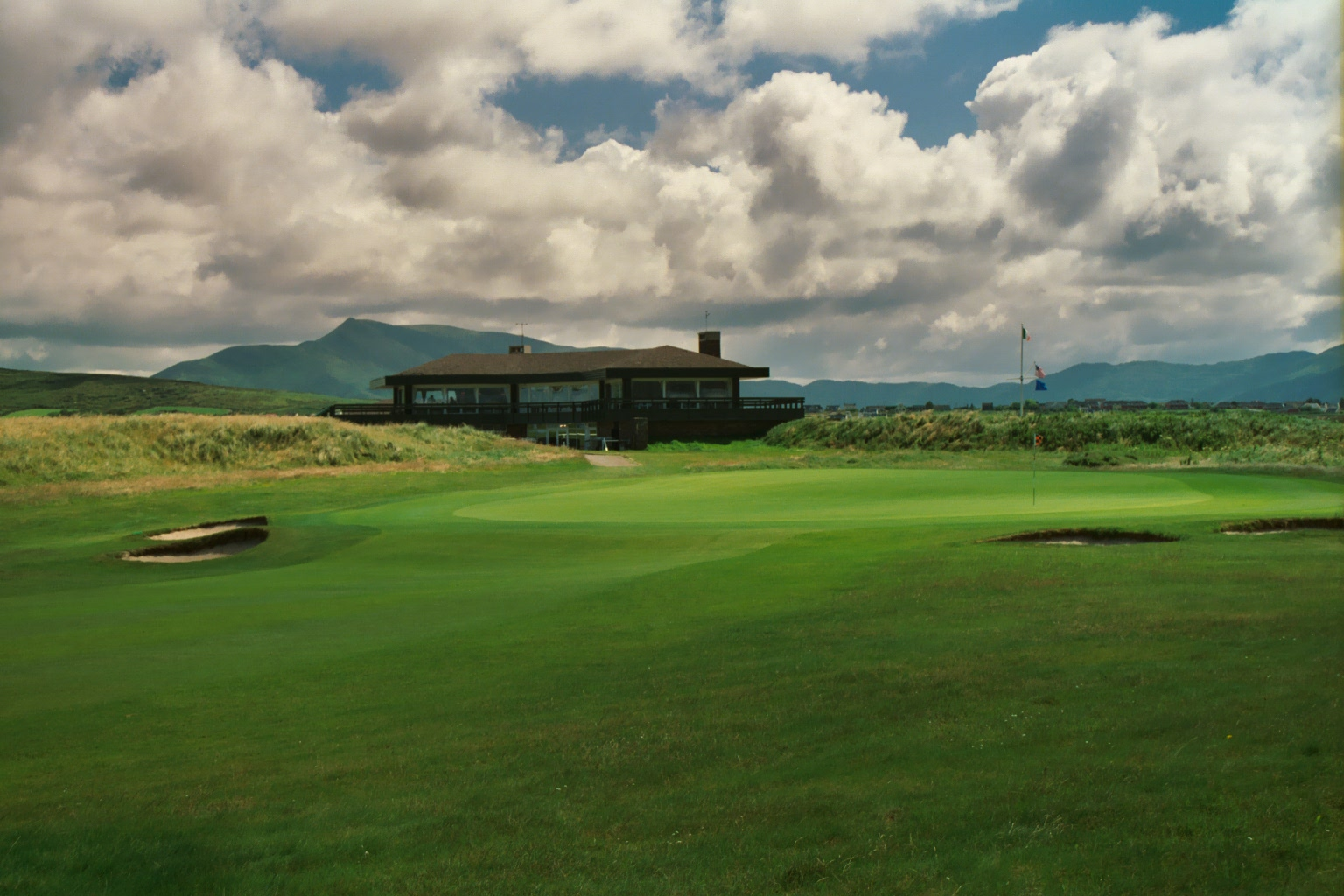
Watervilles golfbana.

Waterville (iriska: An Coireán) är ett samhälle i grevskapet Kerry i Republiken Irland, beläget på Iveraghhalvön på Irlands västkust. Samhället ligger på ett smalt näs, med Lough Currane på den östra sidan av staden och Ballinskelligs Bay på den västra, samt Curranefloden som sammankopplar de två.
Det iriska namnet pekar på floden och det engelska på var staden ligger. År 2016 hade Waterville 462 invånare.